# Menhire von Busola
Die Menhire von Busola stehen westlich von Borore bei Macomer auf Sardinien in Italien.
In der von Steinmauern umgebenen Einöde am Stadtrand von Borore erstreckt, stehen zwei kleinere Menhire. Einer von ihnen steht frei und ist gut erhalten, der andere ist teilweise gebrochen und in eine Feldmauer integriert.
Etwa 50 m nordöstlich der Menhire befinden sich die Domus de Janas (Felsengräber) von Putzu.